# Levonordefrina
La levonordefrina, conosciuta anche come Corbadrina o L-3,4-Diidrossinorefedrina o  α-metilnorepinefrina (α-Me-NE) è un'ammina simpaticomimetica che è stata utilizzata come vasocostrittore nelle soluzioni ad uso anestetico locale, generalmente in associazione con mepivacaina, procaina, tetracaina e propossicaina.

Può essere utilizzata anche come decongestionante nasale. Da notare che il composto è anche un metabolita del farmaco antipertensivo metildopa, e gioca un ruolo cruciale nei suoi effetti farmacologici e terapeutici.

## Chimica
Il composto si presenta come un solido cristallino bianco, inodore. La sostanza è praticamente insolubile in acqua e leggermente solubile in etanolo, in cloroformio ed in acetone.
È invece facilmente solubile in soluzioni acquose di acidi minerali.

## Farmacodinamica
La levonordefrina possiede un'attività farmacologica simile a quella della adrenalina rispetto alla quale risulta più stabile.

A parità di concentrazioni la levonordefrina è un vasocostrittore meno potente dell'adrenalina: la differenza di potenza tra levonordefrina e adrenalina rispetto all'attività pressoria, è pari a circa 1:5.

## Usi clinici
Il farmaco è utilizzato come vasocostrittore nella formulazione di soluzioni (1:20.000) impiegate per l'anestesia locale in odontostomatologia.

## Effetti collaterali e indesiderati
Il farmaco, proprio per le sue caratteristiche vasocostrittrici, può indurre rialzi pressori ed aritmie cardiache.

## Interazioni
Inibitori della monoaminossidasi (IMAO), antidepressivi triciclici, fenotiazine, butirrofenoni: la contemporanea somministrazione con queste sostanze può comportare manifestazioni di tipo ipotensivo oppure ipertensivo.

## Avvertenze
Il farmaco dovrebbe essere utilizzato con cautela in pazienti che già assumono sostanze che possono alterare la pressione sanguigna.

Le soluzioni contenenti levonordefrina dovrebbero essere usate con cautela in pazienti affetti da patologie cardiovascolari (coronarosclerosi aterosclerotica, pregresso infarto del miocardio, angina pectoris, blocco atrioventricolare), ipertesi, con pregresso stroke od insufficienza cerebrovascolare cronica, tireotossicosi e diabete mellito.

Nel caso che la soluzione contenente levonordefrina venga impiegata durante o dopo la somministrazione di un potente anestetico per inalazione, si possono verificare gravi aritmie cardiache.